# Club Deportivo Palestino (féminines)
Maillots
Le Club Deportivo Palestino Femenino, également appelé Palestino Femenino, est un club de football féminin chilien basé à Santiago du Chili.

## Histoire
La section féminine du Club Deportivo Palestino, fondé en 1920, est créée en 2009 après la création de la première division féminine du Chili en 2008.
Le club est admis en 2009 dans la première division avec sept autres clubs, la première saison il termine à la 17e place sur 19 participants. La saison suivante il termine à la dernière place mais n'est pas relégué car deux clubs se retirent de la compétition. En 2012, le Palestino est de nouveau dernier du classement et profite de nouveau de deux retraits pour se maintenir.
Lors du tournoi de clôture 2014, le club accède pour la première fois au tournoi final où il sera éliminé en demi finale par le futur champion, Colo-Colo. Lors du tournoi suivant le Palestino sera de nouveau éliminé en phase finale, cette fois ci en quart de finale, toujours par Colo-Colo, le futur champion.
Lors du tournoi de clôture 2015, les deux équipes se rencontrent en finale et avec une victoire 2-1 le Palestino remporte son premier titre de champion et met fin à l'hégémonie de Colo-Colo l'empêchant à empocher son onzième titre d'affilée.
Par la suite le CD Palestino ne pourra pas ré-éditer son exploit, mais terminera par trois fois comme vice-champion, en 2016, 2017 et 2018.

## Palmarès
| Compétitions nationales                                                                             |
| --------------------------------------------------------------------------------------------------- |
| - Championnat du Chili (1) : - Champion : 2015 (clô) - Vice-champion : 2016 (ouv), 2017 (ouv), 2018 |